# Groppo
Pour les articles homonymes, voir Groppo (homonymie).
Le Groppo est un volcan d'Éthiopie.